# Eulamprotes nigromaculella
Eulamprotes nigromaculella is een vlinder uit de familie tastermotten (Gelechiidae). De wetenschappelijke naam is voor het eerst geldig gepubliceerd in 1872 door Millière.
De soort komt voor in Europa.